# تلخاب (هشترود)
تلخاب یکی از روستاهای استان آذربایجان شرقی ایران است که در دهستان قرانقو بخش مرکزی شهرستان هشترود واقع شده‌است.